# Господарське процесуальне право
Господа́рське (економі́чне) процесуа́льне пра́во як галузь процесуального права і законодавства — сукупність правових норм, що регулюють порядок розгляду і вирішення судом господарських справ, тобто правосуддя в господарських справах.
Господарсько-процесуальне право – система правових норм, що визначають юрисдикцію та повноваження господарських судів, встановлюють типову модель та визначають процесуальну форму діяльності господарських судів, встановлює порядок здійснення судочинства у господарських судах. Завданням господарського судочинства є справедливе, неупереджене та своєчасне вирішення судом спорів, пов’язаних із здійсненням господарської діяльності, та розгляд інших справ, віднесених до юрисдикції господарського суду, з метою ефективного захисту порушених, невизнаних або оспорюваних прав і законних інтересів фізичних та юридичних осіб, держави.
Господарсько-процесуальне право складається з відповідних положень Конституції України,Господарсько процесуального кодексу України,  Закону України «Про відновлення платоспроможності боржника або визнання його банкрутом», інших законів України та прецедентної судової практики.
Основними засадами (принципами) господарського судочинства є: верховенство права; рівність усіх учасників судового процесу перед законом і судом; гласність і відкритість судового процесу та його повне фіксування технічними засобами;  змагальність сторін;  диспозитивність;  обов’язковість судового рішення; забезпечення права на апеляційний перегляд справи; забезпечення права на касаційне оскарження судового рішення у визначених законом випадках; розумність строків розгляду справи судом; неприпустимість зловживання процесуальними правами; відшкодування судових витрат сторони, на користь якої ухвалене судове рішення.
Наука господарського процесу виступає складовою юридичної науки, вона вивчає господарське процесуальне право, господарське судочинство і теорію господарського процесуального права.